# 南希·克雷格
南希·L·克雷格（英語：Nancy L. Craig，1952年—）是一位分子生物学家和遗传学家，毕业于布林莫爾學院和康奈尔大学，后成为约翰斯·霍普金斯大学医学院教授.，2010年当选美国国家科学院院士，主攻基因组中的可移动元件——转座子的分子机制。